# Café wall illusion

Caféväggs-illusion

Café wall illusion är en optisk illusion som först beskrevs av Richard Gregory 1973. Enligt Gregory observerades först effekten av en kollega på laboratoriet, vid namn Steve Simpson, där Gregory verkade. Illusionen uppfattades genom spjälorna på en vägg i ett café nedanför St. Michael's Hill i Bristol i sydvästra England.
Illusionen medför att de parallella banden tolkas som sneda. I illusionens konstruktion är mörka respektive ljusa kvadrater omväxlat placerat i ojämna rader. Det är viktigt för illusionen att varje kvadrat är omgärdad av en kontrasterande sarg (det grå runt kvadraterna i bilden) och det ideala för illusionen är att det är en kulör som kontrasterar lika mycket mellan svart och vitt.
En illusion av detta slag ingår i den konstnärliga utsmyckningen på Hässelby strands tunnelbanestation i Stockholm. Konstverket skapades av Christian Partos och avtäcktes 2000.

## Terminologi
Huvudartikel: optisk illusion
Café wall illusion tillhör kategorin "förvrängande illusioner" som karaktäriseras av att de förvränger storlek, längd eller krökning. Denna illusion är ett av de mer tydliga exemplen av denna kategori och ett annat exempel är den berömda Müller-Lyer illusion.